# Grussenheim
Grussenheim – miejscowość i gmina we Francji, w regionie Grand Est, w departamencie Górny Ren.
Według danych na rok 1990 gminę zamieszkiwały 714 osoby, 95 os./km².